# فلفيزوماب
فلفيزوماب هو جسم مضاد وحيد النسيلة مأنسن مضاد فيروس الجهاز التنفسي المخلوي.